# Touche rémanente
Une touche rémanente est une touche de combinaison qui n'a pas besoin d'être maintenue appuyée pour être active. Il s'agit plus précisément d'un système qui modifie le fonctionnement standard des touches de combinaison d'un clavier d'ordinateur afin d'aider les personnes atteintes par un handicap ou soulager certains utilisateurs dans le but de réduire le risque de trouble musculosquelettique par déformation répétitive (ou syndrome Emacs Pinky). Il s'agit essentiellement de sérialiser les frappes au lieu de presser plusieurs touches à la fois, ce qui permet à l'utilisateur d'appuyer et de relâcher une touche de modification (Maj, Ctrl, Logo, etc.), pour qu'elle reste active jusqu'à ce que toutes les autres touches de la combinaison soient enfoncées.
L'activation de cette fonction d'accessibilité est disponible sous Microsoft Windows en tant que « touches rémanentes », sur macOS en tant que « touches à auto-maintien » et sur les systèmes de type Unix en environnement X11 dans le cadre de l'extension XKB (en) avec l'utilitaire AccessX.